# Liptovská Anna
Liptovská Anna je obec na Slovensku v Žilinském kraji, okrese Liptovský Mikuláš na Liptově. 
První písemná zmínka o obci pochází z roku 1396. Gotický římskokatolický kostel svaté Anny z konce 13. století vyhořel v roku 1805. V roce 1998 byla obnovena pouze zvonice.

## Polohopis
Obec leží od hlavního města Bratislavy 280 km, krajského města Žiliny 80,7 km a okresního města Liptovský Mikuláš 18,4 km, sousedí s osmi obcemi: Malatiná, Bobrovník, Bukovina, Liptovská Sielnica, Prosiek, Ižipovce, Bešeňová a Liptovská Teplá. Obec se nachází ve západní části Liptovské kotliny na úpatí Západních Tater v nadmořské výšce 660 m n. m.

## Kultura a zajímavosti
- Liptovský hrad, zaniklý hrad původně z období let 1250–1262. Postavit ho nechal uherský král Béla IV. v období po mongolském vpádu. Nachází se na vrcholu vrchu Sestrč, jde o nejvýše položený slovenský hrad. Od roku 1340 byl sídlem Liptovské župy. Gotickou přestavbou prošel v letech 1350–1380. Hrad byl zničen v roce 1471, kdy král Matyáš Korvín potlačil protikrálovské povstání. Objekt byl v 80. letech zkoumán a konzervovaný. Nachází se nad obcí i když katastrálně patří obci Liptovská Sielnica
- Zřícenina kostela sv. Anny, jednolodní gotická stavba s pravoúhlým ukončením presbytáře a představěnou věží z konce 13. století. Raně gotická stavba prošla úpravou v duchu gotiky na přelomu 15. a 16. století. V roce 1805 byl zničen požárem a nebyl obnoven. Kostel má netradiční půdorys, loď je na délku kratší než na šířku. Ze středověkých architektonických detailů se dochovaly dva portály do lodě. V letech 1971–1973 se zde konal archeologický výzkum. Kostel je prezentován jako torzální stavba. V roce 2011 byl kostel obnovován. Při kostele stojí dřevěná obecní zvonice.
- Lidový dům číslo 33, jednopodlažní srubová stavba na půdorysu obdélníku z první poloviny 20. století. Stavba má sedlovou střechu.

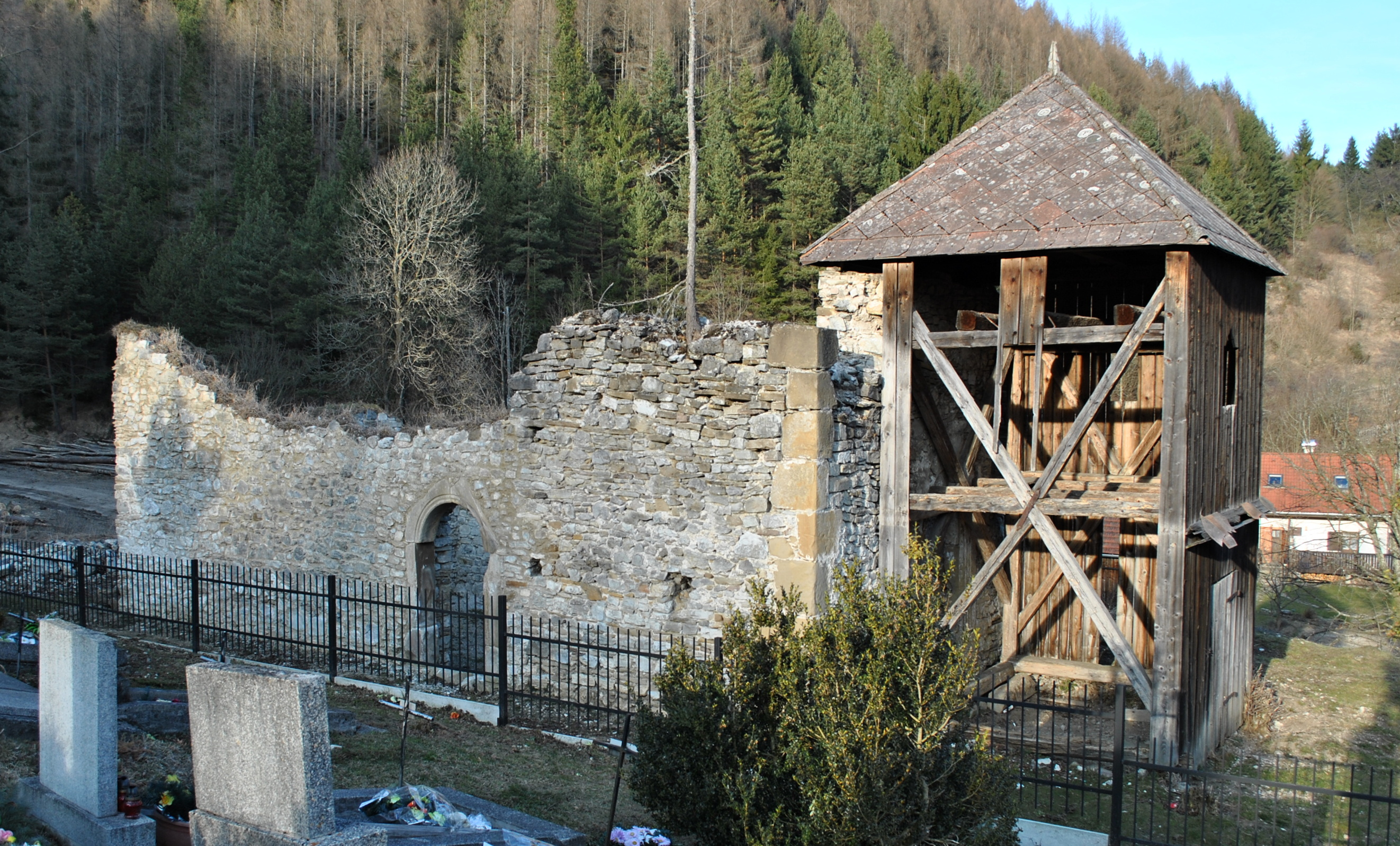
zaniklý kostel sv. Anny
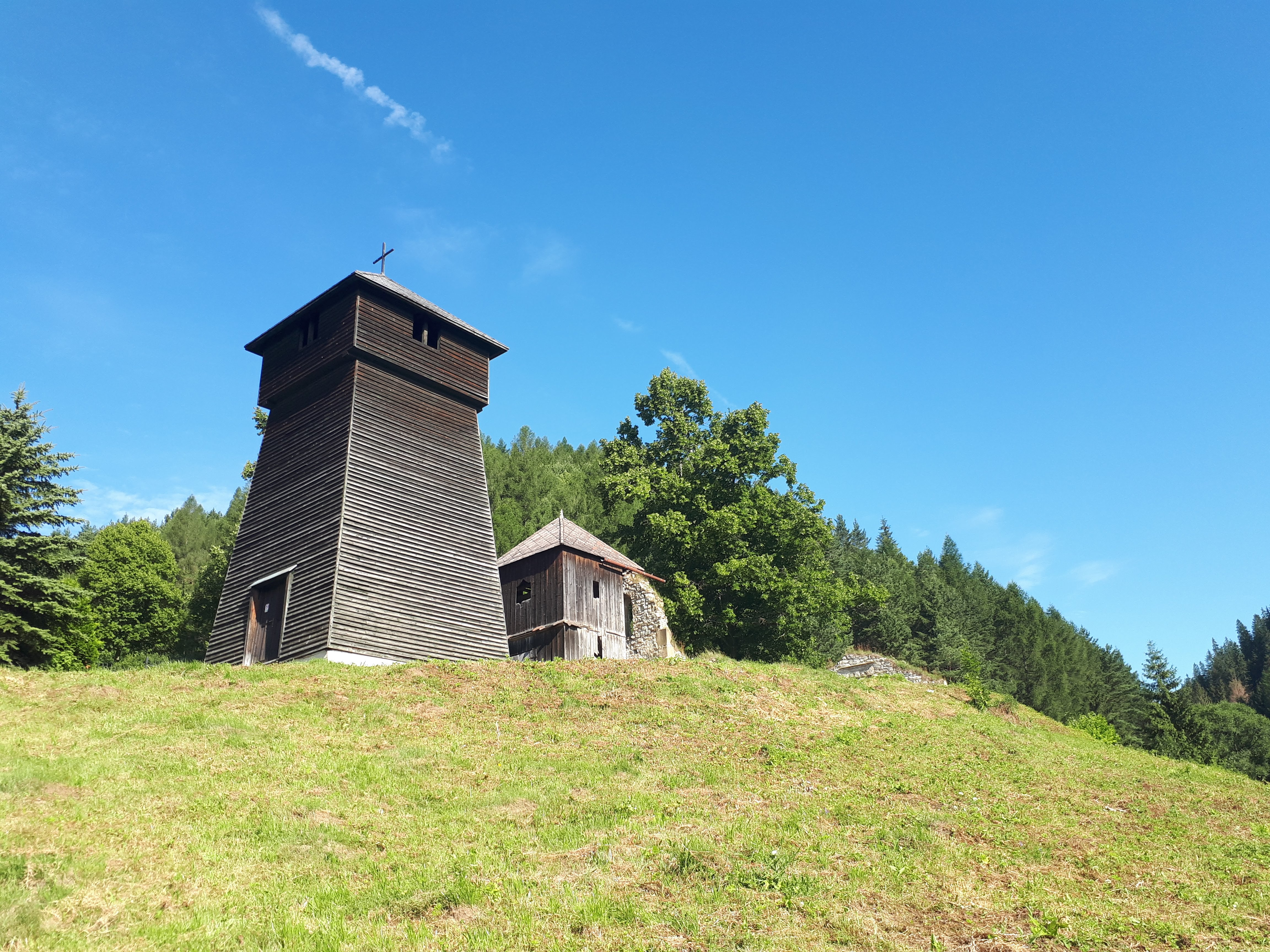
zvonice u kostela sv. Anny
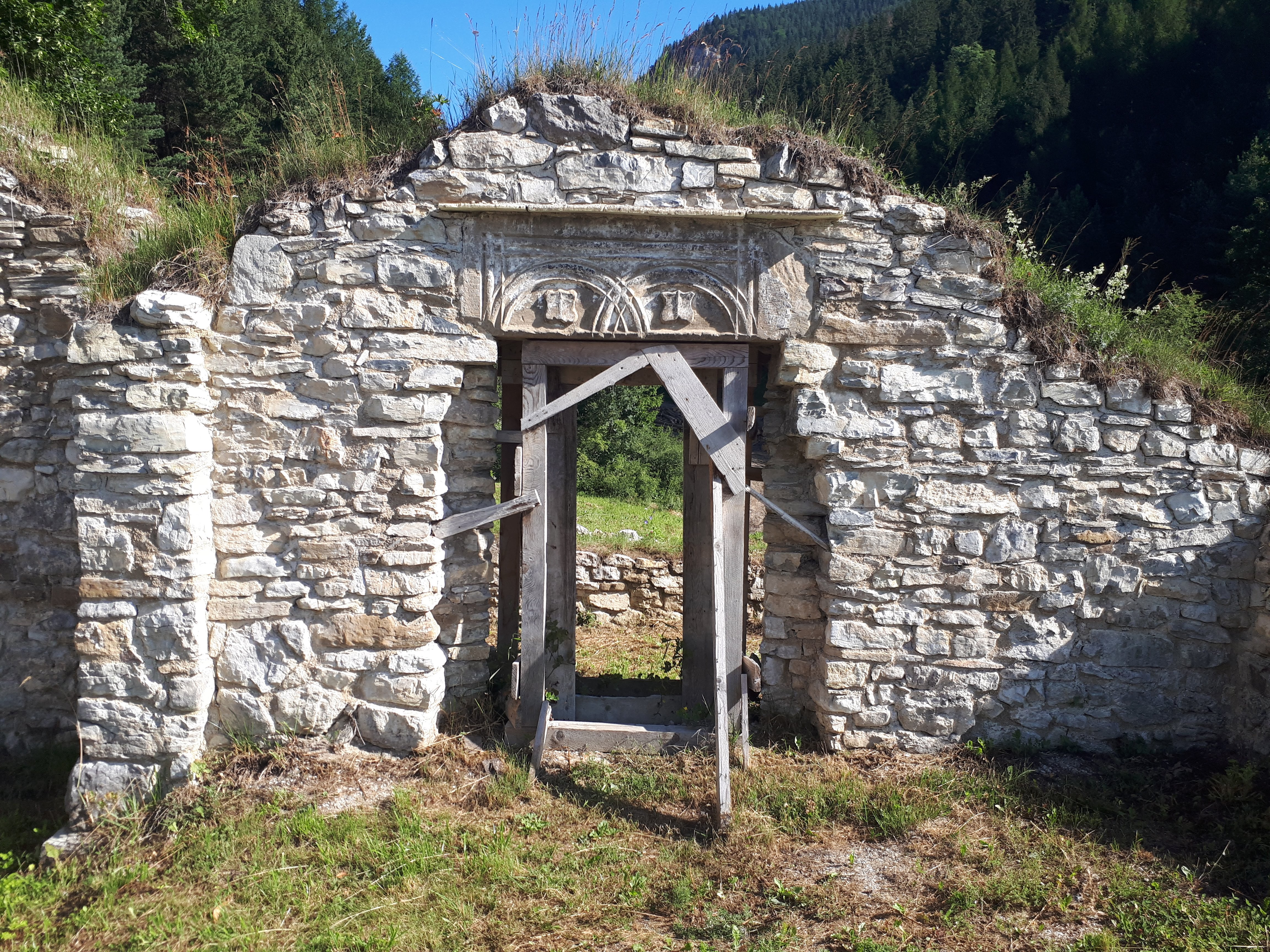
gotický portál kostela
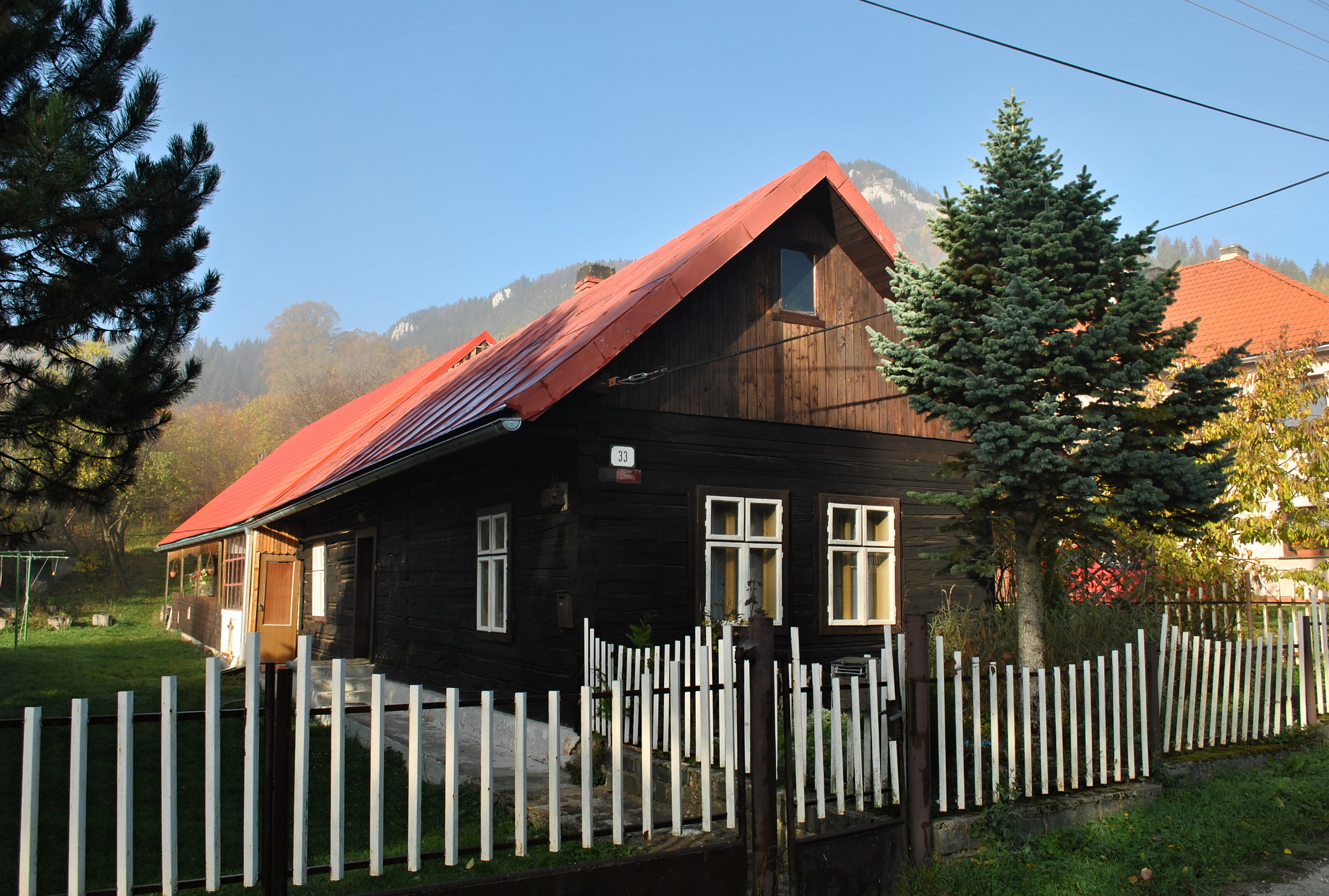
Liptovská Anna - dům č. 33